# Cacyparis ceira
Cacyparis ceira är en fjärilsart som beskrevs av Swinhoe 1901. Cacyparis ceira ingår i släktet Cacyparis och familjen trågspinnare. Inga underarter finns listade i Catalogue of Life.